# Horvát-Szlavónország
Horvát-Szlavónország vagy a Horvát–Szlavón Királyság (horvátul Kraljevina Hrvatska i Slavonija, németül Königreich Kroatien und Slawonien) Magyarország társországa, a Magyar Királyság autonóm része, Szent István Korona Országainak egyike volt 1868–1918 között. Területe ma döntő részben Horvátországhoz tartozik, csupán legkeletibb darabja, az egykori Szerém vármegye keleti része tartozik Szerbiához, azon belül a Vajdasághoz, valamint néhány település ma Bosznia-Hercegovinához, a Bihácsi kantonhoz tartozik. Területe 42 541 km² volt.

## Történelem
Szlavónia a honfoglalás előtt az Avar, majd a Frank Birodalom része volt, mely a Dráva-Száva-közét jelentette. A honfoglalástól ez a terület a Magyar Királyság szerves része lett. Szent László király 1091 előtt megalapította a zágrábi püspökséget (Kaptol), ami Szlavónia területén helyezkedett el. A korábban önálló Horvát Hercegség, mely I. Tomiszláv király óta (925-től) Horvát Királyság, nem azonos a mai Horvátország területével; a Kapela-hegységtől délre elterülő régiót foglalta magába. Az utód nélküli Zvonimir halála után belviszály tört ki, majd Szent László 1091-ben elfoglalta Horvátországot. Horvátország a Magyar Királyság társországa lett, és önálló autonómiával bírt, hiszen eleinte magyar hercegek, később (a 13. század második felétől) a bánok vezették. Innentől kezdve a horvát-magyar közjogi viszony rendkívül egyedi, a perszonáluniónál jóval sokrétűbb volt, és nemzetközi párhuzamát inkább az Angol Királyság Waleshez fűződő viszonyában lehetne megtalálni. A bánok a magyar király nevében magas rangú helytartók voltak. Horvátország továbbra is Magyarország joghatósága alatt maradt a törökök elleni harcok idején, majd kiűzését követően is, de a gyakorlatban a Habsburg udvari dominancia érvényesült (de továbbra is mint magyar királyokként, a Magyar Korona jogán viselték a 'Horvátország-' és 'Szlavónia királya' címet), amelyet az időközben megromlott horvát-magyar kapcsolatok is erősítettek horvát részről és felütötte a fejét a Magyarországtól való függetlenedés kérdése is, amely azután a reformkor majd a 48-as események sarkalatos ügyévé vált és tovább élezte a két fél viszonyát.
1867-ben az osztrák–magyar kiegyezés értelmében történt radikális közjogi változásokat látva az újonnan létrejött Osztrák–Magyar Monarchiában Magyarország nemzetiségei is próbáltak az addiginál jobb pozíciókat kiharcolni maguknak. Közülük a horvátok voltak a legeredményesebbek: 1868-ban aláírták és törvénybe iktatták a horvát-magyar kiegyezés néven is emlegetett 1868. évi XXX. törvénycikket (Horvátországban 1868. évi I. törvénycikk), melynek értelmében a magyar politikai elit elismerte a horvátot, mint politikai nemzetet és kimondta, hogy Magyarországon (a Magyar Királyságon belül) a közigazgatási Magyarország, illetve elismerte, hogy Horvát- és Szlavónország egy államközösséget képeznek, amin belül Horvát-Szlavónország egy külön territóriummal bíró politikai nemzet.
Ebbe nem sokkal később beolvasztották a Katonai Határőrvidéket is, Dalmáciát azonban nem, mivel az Ausztria fennhatósága alatt volt. A törvény ennek ellenére Dalmácia esetleges jövőbeni Horvát-Szlavónországhoz (és így Magyarországhoz) csatlakozását is lehetővé tette és egyúttal szabályozta is.
Horvát- és Szlavónország Horvát-Szlavónország néven egyúttal a A Magyar Szent Korona tagországa lett, élén pedig a mindenkori magyar király által kinevezett bán állt. A belügy, az igazságügy, a vallásügy és a közoktatásügy terén önkormányzati jogot kapott, viszont Magyarországgal közös ügy maradt az udvartartás költsége, az újoncmegajánlás, a véderő, és az ezekkel kapcsolatos pénzügyek.
A horvát nyelvet hivatalos nyelvként használhatták a belső közigazgatásban és önálló horvát parlament és kormány alakult Zágrábban a mindenkori horvát bán vezetésével. Ezeken felül a magyar Országgyűlésbe a horvát országgyűlés (Szábor) kezdetben 29, majd a katonai határőrvidék föloszlatása után összesen 42 képviselőt delegálhatott (40-et az alsóházba, kettőt a felsőházba) valamint a két ország kapcsolataiért felelős Horvát-szlavón-dalmát tárca nélküli minisztert.

### Államjogi viszony

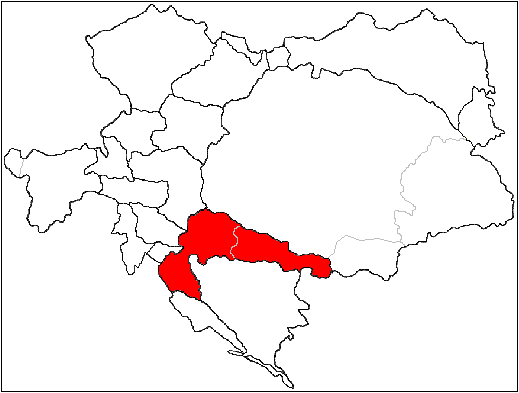
Horvát-Szlavónország fekvése az Osztrák–Magyar Monarchián belül

Horvátország Magyarországhoz való államjogi viszonyát az az egyezmény szabályozta, amelyet a magyar Országgyűlés és a horvát szábor küldöttsége kötött 1868-ban, s amelyet mindkét ország törvényhozása úgy cikkelyezett be, mint egyéb nemzetközi egyezményeket szokás (1868. évi XXX. tc. Magyarországon, 1868. évi I. tc. Horvátországban). A két ország közjogi viszonyát szabályozó „horvát kiegyezés” mindenekelőtt kimondotta, hogy a két ország kifelé „egy és ugyanazon állami közösséget képez”. Az államközösségen belül Horvátország „külön territóriummal bíró politikai nemzet”, amely „belügyeire nézve saját törvényhozással és kormányzattal bír.” Megállapította az egyezmény, hogy a két terület között vannak közös ügyek, amelyekre nézve a törvényhozás és a kormányzat is közös. E közös ügyek költségeihez Horvátország az úgynevezett adóképességi arány (kvóta) szerint járul hozzá, amelyet 6,4%-ban állapítottak meg. Ebben az esetben viszont semmi sem maradt volna az autonómia költségeire. Ezért a magyarok hozzájárultak ahhoz, hogy a horvátok a bevételeik 44%-át megtarthassák a saját belügyi szükségleteik fedezésére, a közösügyi hozzájárulásból hiányzó összeget pedig Magyarország pótolta. Ez a kérdés a horvát-magyar pénzügyi kiegyezés tízévenkénti megújításai alkalmával mindig heves vitákra adott okot, s a horvátok emiatt egyre erőteljesebben követelték a pénzügyi autonómiát is. A közös ügyekben a törvényhozás a pesti magyar országgyűlést illette, amelyre a horvát szábor 29 (később a Katonai határőrvidék visszacsatolása után 40) képviselőt küldött. A horvát képviselőknek jogukban állt a közös üléseken és a delegációban a horvát nyelvet használniuk. Horvátország érdekeit a közös kormányban egy horvát-szlavón-dalmát tárca nélküli miniszter képviselte. A közös minisztériumokban és egyéb központi kormányszervekben a horvát ügyek intézésére külön horvát osztályokat kellett felállítani.
Horvát-Szlavónország önkormányzata a belügyi igazgatásra, az igazságügyre és a vallás- és közoktatásügyre terjedt ki. Ezeket az ügyeket az autonóm országos kormány intézte, amelynek élén a miniszterelnök javaslatára az uralkodó által kinevezett s a horvát szábornak felelős horvát bán állt. Az egyezmény értelmében Horvát-Szlavónország területén semmilyen formában nem érvényesülhetett a magyar államnyelv, mert nemcsak az autonóm ügyek, a törvényhozás, a közigazgatás, a bíráskodás és az oktatás nyelve volt horvát, hanem a közös kormányzat közegeinek hivatalos nyelve is. A budapesti közös minisztériumok Horvátországból kötelesek voltak elfogadni horvát nyelvű előterjesztéseket és beadványokat, s azokra ugyanazon a nyelven válaszolni. Egyes magyar kormányok időnként megkísérelték a magyar hivatalos nyelv érvényesítését Horvátországban is, a horvátok azonban sikeresen elhárították az ilyen kísérleteket. Az egyezmény elismerte Horvátország területi igényét a horvát-szlavón Határőrvidékre, valamint Dalmáciára. A Határőrvidéken 1869 után fokozatosan felszámolták a katonai rendszert, s a területet polgári közigazgatás alá helyezték és bekebelezték Horvátországba. Dalmácia azonban mindvégig Ausztria tartománya maradt, de a horvátok azzal fejezték ki jogigényüket, hogy országuk hivatalos neve Horvát-Szlavón-Dalmát Királyság vagy Háromegykirályság volt, habár valójában nem királyságról volt szó, ez csak a hivatalos horvát elnevezés. A három szlavóniai vármegyét (Pozsega, Szerém és Verőce), amelyek 1848 előtt vita tárgyát képezték a két ország között, az egyezmény Horvátország integráns részeként jelölte meg, ezekről tehát Magyarország végérvényesen lemondott. Nem mondott le viszont Magyarország sem a horvátok által igényelt Muraközről, sem Fiuméről és környékéről, amelyet továbbra is a magyar koronához csatolt külön testnek tekintett. Mivel ebben a kérdésben nem tudtak megegyezni, ideiglenes megoldáshoz folyamodtak, s létrejött az úgynevezett „fiumei provizórium”, amely egészen 1918-ig fennállott. Ennek értelmében Fiume városa és kerülete élén a magyar kormány hatásköre alá tartozó kormányzó állt, s a városban hivatalos nyelvként az olaszt használták.
A betelepülés és a magyarság gyors térhódítása miatt a Tengermelléken növekedett a magyarság száma, Horvát-Szlavónországban összességében a magyarok száma 1910-ben elérte a 103 405 főt.
Többségük (80 000fő) a trianoni békeszerződés után elhagyta szülőföldjét és áttelepült Magyarországra. A horvátok – a törökök kiűzését követő – szlavóniai betelepülése pedig olyan nemzetiségi összetétel változást okozott, hogy három szlavóniai vármegyét (Pozsega, Szerém, Verőce)1869-től már Horvát-Szlavónországhoz rendelték közigazgatásilag.

### Megszűnése
Az első világháborút követő politikai átrendeződés során Horvát-Szlavónország az újonnan létrejövő Szlovén–Horvát–Szerb Államhoz csatlakozott.

## Közigazgatás

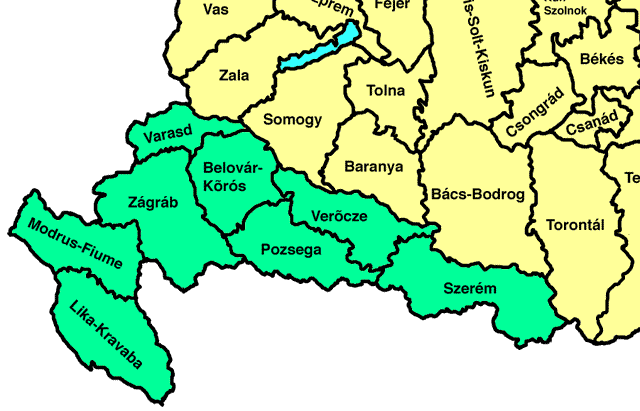
Horvát-Szlavónország (zölddel) a Magyar Királyságon belül

Az ország 1918-ig nyolc vármegyére oszlott:
- Belovár-Kőrös vármegye
- Lika-Korbava vármegye
- Modrus-Fiume vármegye
- Pozsega vármegye
- Szerém vármegye
- Varasd vármegye
- Verőce vármegye
- Zágráb vármegye

A vármegyéken kívül területén négy törvényhatósági jogú város is volt:
- Zágráb főváros
- Eszék
- Varasd
- Zimony

1914-ben a vármegyékhez összesen 70 járás és 13 város tartozott.

## Lakosság
A királyság összlakossága 1910-ben 2 621 954 személy volt, ebből:
- 1 638 354 (62,48%) horvát
- 644 955 (24,59%) szerb
- 133 418 (5,08%) német
- 105 047 (4,00%) magyar
- 20 884 (0,79%) szlovák
- egyéb, főként olaszok